# شهرستان داخادایفسکی
شهرستان داخادایفسکی (به لاتین: Dakhadayevsky District) یک منطقهٔ مسکونی در روسیه است که در داغستان واقع شده‌است.